# Neptis corticoides
Neptis corticoides är en fjärilsart som beskrevs av Moore 1881. Neptis corticoides ingår i släktet Neptis och familjen praktfjärilar. Inga underarter finns listade i Catalogue of Life.